# Skype
Skype (/skaɪp/) è stato un software proprietario freeware di messaggistica istantanea e VoIP che univa caratteristiche presenti nei client più comuni (chat, salvataggio delle conversazioni, trasferimento di file) a un sistema di telefonate basato su un network Peer-to-peer. 
Lanciato il 29 agosto 2003 come servizio online per messaggistica istantanea e chiamate vocali gratuite tra utenti connessi a Internet, è stato chiuso il 5 maggio 2025 dopo 22 anni di attività.

## Storia

### Origini
(Enrico Noseda Èx Capo Generale di prodotti affari e sviluppo di Skype, Corriere della Sera, 2025)
Skype è stato sviluppato dallo svedese Niklas Zennström e dal danese Janus Friis, già noti per aver creato il client di file sharing KaZaA con la società Sharman Networks, con la volontà di rendere gratuite le chiamate telefoniche, in tutto il mondo, per tutti. La soluzione tecnica alla base del software fu realizzata in Estonia da Jaan Tallinn, Ahti Heinla e Priit Kasesalu. Il servizio fu ufficialmente lanciato il 29 agosto 2003.
Fin dalle sue prime versioni, Skype si è distinto per l'uso di un protocollo VoIP proprietario non standardizzato a livello internazionale che permetteva la trasmissione delle chiamate vocali via Internet. I dati venivano cifrati tramite algoritmi non divulgati pubblicamente, garantendo, secondo l’azienda, un livello di protezione comparabile ai principali standard crittografici in uso.
Fin dal lancio, Skype registrò una rapida diffusione a livello globale: nel primo giorno furono effettuati oltre 10.000 download, mentre a un anno dal debutto si contavano già più di 10 milioni di utenti registrati. Negli anni successivi, la base utenti superò i 660 milioni, e il servizio arrivò a coprire circa il 40% del traffico mondiale delle chiamate internazionali.

### L’acquisizione da parte di eBay
Nel settembre 2005, Skype fu acquisita da eBay per 2,6 miliardi di dollari con l’intenzione di integrare il servizio nella piattaforma di e-commerce per facilitare la comunicazione tra venditori e acquirenti. Tuttavia, nel settembre 2009, il gruppo cedette il 65% della società a un consorzio di investitori privati composto da Silver Lake Partners, Index Ventures e Andreessen Horowitz per 1,9 miliardi di dollari. Nel marzo 2011, tale quota fu interamente acquistata dalla società FREE Inc., che divenne così il socio di maggioranza con pieni poteri gestionali.

### L’integrazione nell’ecosistema Microsoft
Il 10 maggio 2011 Microsoft, guidata dall'allora AD Steve Ballmer, acquistò Skype per 8,5 miliardi di dollari. L’acquisizione segnò un cambiamento strategico: Skype fu integrato nei prodotti Microsoft a partire da Windows Phone e Xbox Live, e divenne la piattaforma di comunicazione principale dell’ecosistema Windows. Lo stesso anno, Skype acquisì GroupMe, servizio di messaggistica di gruppo per dispositivi mobili.
Con l'obiettivo di unificare i propri servizi di messaggistica, nel 2013 Microsoft annunciò la dismissione di Windows Live Messenger, sostituito definitivamente da Skype l’8 aprile dello stesso anno. Il software continuò a evolversi, con l’introduzione di nuove funzionalità tra cui le videochiamate di gruppo gratuite (dal 2014) e le Skype Meetings (dal 2020), che consentivano videoconferenze fino a 100 partecipanti, anche senza registrazione.
Nel corso degli anni, Skype si arricchì di nuove funzionalità, tra cui SkypeOut, un servizio a pagamento che permetteva di effettuare chiamate verso numeri di rete fissa e mobile, rendendolo particolarmente competitivo rispetto alla telefonia tradizionale, soprattutto per le chiamate internazionali. Skype offriva inoltre la possibilità di inviare SMS a basso costo verso tutti gli operatori mobili.
Con il lancio di Windows 10, Skype fu integrato come app di sistema sotto la denominazione di Skype UWP (Universal Windows Platform). Questa versione, sviluppata interamente in logica cloud, era accessibile solo con connessione Internet e non archiviava localmente la cronologia dei messaggi. L’interfaccia adottava il linguaggio visivo della Modern UI, in linea con le altre app native del sistema operativo. Parallelamente, continuava a essere disponibile il client desktop tradizionale, rinominato Skype Classic, che rimase attivo fino al 29 gennaio 2019 nella sua versione 7 (32 bit), per poi evolversi nella versione 8 (64 bit), installabile manualmente come applicazione stand-alone.
Durante lo stesso periodo, Skype continuò a essere distribuito anche per macOS e Linux, dove fu mantenuto come applicazione separata. Su macOS, il client ricevette aggiornamenti regolari e conservò un set di funzionalità pressoché identico a quello disponibile su Windows. Su Linux, Microsoft rilanciò il supporto nel 2016 con un nuovo client basato su tecnologie moderne, distribuito anche in formato Snap: entro il 2018, anche su questa piattaforma Skype offriva le principali funzioni presenti sulle versioni per Windows e Mac.
Nel marzo 2020, Skype contava circa 100 milioni di utenti attivi ogni mese, con una media di 40 milioni di utenti giornalieri.

### Transizione a Teams e chiusura definitiva
Con l’arrivo di Windows 11, Skype non fu più incluso tra le app preinstallate, e l’utente doveva scaricarlo separatamente. Contestualmente, Microsoft dismise Skype for Business e avviò una graduale migrazione dei propri servizi di comunicazione verso Microsoft Teams, anche per l’utenza privata.
Nel corso della sua storia, Skype fu oggetto di numerose critiche. Tra queste, le preoccupazioni circa la gestione della sicurezza e della privacy, l’impossibilità di verificare il funzionamento del protocollo proprietario e l’impiego delle risorse degli utenti come supernodi. Nel 2007 un aggiornamento simultaneo dei sistemi Windows causò un blocco globale del servizio, risolto nel giro di due giorni. Nel giugno 2011 il ricercatore russo Efim Bushmanov rese noto di aver ricostruito il funzionamento interno del protocollo tramite reverse engineering, scatenando l’immediata reazione legale da parte dell’azienda. Nel marzo 2023 Microsoft lanciò l'integrazione sperimentale di Skype con Bing e con il modello linguistico GPT-4, permettendo agli utenti di interagire con un assistente virtuale anche all'interno delle chat di gruppo.
La decisione di dismettere Skype fu annunciata nel febbraio 2025, con termine delle operazioni il 5 maggio dello stesso anno. Il servizio è stato sostituito integralmente da Microsoft Teams, ritenuto più adatto alle esigenze della comunicazione moderna, sia in ambito personale che professionale.
L'ultima versione (publicata il giorno della chiusura) fa aprire una schermata con immagine di saluto a Skype e passaggio a Teams.

## Etimologia
Inizialmente gli sviluppatori avevano pensato al nome Skyper, fusione di Sky- (cielo) e -per (abbreviazione di peer-to-peer). Il dominio Skyper era però già occupato e per questo scelsero di chiamarlo Skype.

## Funzionamento

### Registrazione e identità utente
Per utilizzare Skype era necessario creare un account fornendo un indirizzo e-mail valido, che veniva verificato dal sistema. Al momento della registrazione, l’utente doveva scegliere un nome Skype (o Skype ID), che identificava in modo univoco l’account e non poteva essere modificato successivamente. In aggiunta, era possibile personalizzare il nome visualizzato, che appariva ai contatti ed era utilizzato nelle ricerche interne alla piattaforma. Durante la configurazione del profilo, l’utente poteva aggiungere ulteriori informazioni personali, come una foto avatar, e definire le impostazioni sulla visibilità di ciascun dato. Per impostazione predefinita, l'indirizzo e-mail era visibile soltanto ai contatti approvati (cioè dopo l'accettazione di un invito o "join").
Con l’integrazione crescente nei servizi Microsoft e la diffusione dell'app UWP (Universal Windows Platform), il nome Skype non era più liberamente scelto dall’utente ma generato automaticamente (es. live:nome_account) a partire dal numero di telefono o dall’e-mail. In questo caso, la creazione dell’account generava un profilo Microsoft, non un classico utente Skype. Il nome visualizzato rimaneva comunque personalizzabile in qualsiasi momento tramite il profilo utente.
Gli utenti potevano impostare il proprio stato scegliendo tra In linea, Assente, Occupato, Invisibile e Non in linea. Fino alla versione 4.0 erano presenti anche Non disponibile e Skype Me, stato che permetteva di ricevere comunicazioni anche da utenti non conosciuti. Questi ultimi furono rimossi nelle versioni successive per migliorare la gestione della privacy.

### Modalità di accesso
Skype era disponibile sia come applicazione nativa per diverse piattaforme (desktop e mobile), sia come servizio accessibile via browser web. Era compatibile con sistemi operativi Windows, Chrome OS, macOS, GNU/Linux e con dispositivi mobili dotati di iOS, Android, Symbian S60, Maemo, Windows Phone e BlackBerry OS. Erano inoltre disponibili telefoni USB e cordless compatibili con il protocollo VoIP di Skype.

### Modalità di comunicazione
Skype operava in due modalità principali:
- Modalità peer-to-peer (P2P): utilizzata per le comunicazioni gratuite tra utenti Skype. In questo caso, sia il mittente che il destinatario dovevano essere online e connessi tramite il client Skype. I dati venivano trasmessi direttamente da utente a utente, cifrati tramite algoritmi proprietari, senza passare per server centrali. Questa modalità era analoga a quella di altri sistemi di messaggistica istantanea (come ICQ, AOL o MSN Messenger), ma con un livello di sicurezza superiore grazie alla crittografia.[14]
- Modalità telefonica (SkypeOut): consentiva di effettuare chiamate verso numeri di rete fissa o mobile. In questo caso, la comunicazione viaggiava su Internet fino alla nazione del destinatario, dove veniva instradata sulla rete telefonica locale, riducendo significativamente i costi — specialmente per le chiamate internazionali. Se per esempio si telefonava da Roma a Pechino, solamente quando i dati arrivavano a Pechino erano riconvertiti in analogico e trasmessi.

A questi servizi gratuiti si aggiungeva SkypeIn, un servizio a pagamento che permetteva di acquistare un numero telefonico associato al proprio account, ricevendo le chiamate direttamente sul client. Era inoltre disponibile un servizio di segreteria telefonica, opzionale.

### Funzionalità di comunicazione
Skype supportava messaggistica istantanea, videochiamate e chiamate di gruppo. Dal 2014, le videochiamate di gruppo fino a 10 partecipanti furono rese gratuite. Con le Skype Meetings, introdotte nel 2020, era possibile creare riunioni fino a 100 utenti, accessibili via browser anche senza account registrato. Le chiamate di gruppo erano soggette a limitazioni secondo la politica di fair use: 4 ore consecutive per sessione, 10 ore giornaliere e 50 ore mensili. Oltre tale soglia, la videochiamata veniva convertita in comunicazione audio. I gruppi potevano includere fino a 600 utenti per la messaggistica, ma le chiamate vocali o video erano limitate a 50 partecipanti simultanei. Gli utenti con client non aggiornati o con dispositivi non compatibili partecipavano solo in modalità audio.

## Codec iLBC
Per la compressione audio, Skype utilizzava inizialmente il codec iLBC (codec per internet a basso bitrate), ottimizzato per la voce, con bitrate tra 13 e 15 kbit/s. Successivamente fu implementato il codec SILK, sviluppato internamente, che garantiva una qualità audio superiore e una maggiore adattabilità alle diverse condizioni di rete. Erano supportati anche codec alternativi come G.729 e Speex.

## Architettura tecnica e sicurezza
Inizialmente, Skype era progettato per aggirare eventuali restrizioni di rete utilizzando la porta TCP/80, la stessa comunemente impiegata per la navigazione web, rendendo così più difficile il suo blocco da parte dei firewall. Il traffico dati veniva così instradato attraverso una rete peer-to-peer, priva di server centrali, e gestito da supernodi, ovvero client dotati di una connessione stabile a banda larga, selezionati dinamicamente per svolgere il ruolo di snodo nella trasmissione delle comunicazioni.
Alcuni gruppi di ricerca sulla sicurezza informatica — tra cui esperti certificati CISSP (Certified Information Systems Security Professional) negli Stati Uniti — hanno segnalato potenziali vulnerabilità nel funzionamento di Skype. In particolare, il software utilizzando la porta comunemente riservata alla navigazione web, aggirava le restrizioni dei firewall. Questa scelta, sebbene funzionale alla connessione in reti protette, poteva essere sfruttata da worm e trojan basati su Skype per operare senza ostacoli attraverso le porte aperte del sistema.
Nel 2012 Microsoft introdusse una nuova architettura, sostituendo i supernodi dinamici con server Linux centralizzati, gestiti direttamente. Questo miglioramento garantiva maggiore stabilità, ma suscitò preoccupazioni sul possibile controllo delle comunicazioni e sulla conservazione dei dati. La cifratura delle comunicazioni era affidata all’algoritmo AES (Advanced Encryption Standard), uno dei più sicuri tra quelli pubblicamente disponibili.

## Skype WiFi
Skype WiFi è stato un servizio Microsoft che consentiva di utilizzare Skype connettendosi (tramite un'app omonima) ad una lista di hot spot WiFi disponibili a livello mondiale, a tariffe vantaggiose. Il servizio è cessato nel 2017 sostituito da Microsoft Wi-Fi.

## Skypecast
Skypecast era un servizio gratuito offerto da Skype che consentiva la partecipazione a conversazioni audio o video in ambienti pubblici virtuali, strutturati come stanze tematiche. Lanciato ufficialmente nel settembre 2006, dopo una fase di anteprima presentata nel maggio dello stesso anno, il servizio fu sviluppato presso la sede lussemburghese di Skype.
Ogni chat poteva ospitare fino a 100 partecipanti contemporaneamente. La partecipazione attiva richiedeva l’utilizzo di un microfono, mentre gli utenti sprovvisti potevano comunque seguire la conversazione o intervenire tramite messaggi testuali. Il servizio era pensato sia per conversazioni informali tra amici, sia per finalità più strutturate, come riunioni, dibattiti pubblici o discussioni tematiche.
Nonostante un iniziale interesse da parte della comunità, il servizio fu ufficialmente sospeso il 1º settembre 2008. In tale occasione, Skype pubblicò sul proprio sito un messaggio che annunciava la chiusura definitiva della piattaforma. Le ragioni principali della dismissione includevano malfunzionamenti dei server, limitazioni nella gestione delle conversazioni da parte dei moderatori — che spesso non disponevano di strumenti adeguati — e problemi di visualizzazione degli utenti connessi, che rendevano difficoltosa la navigazione e la partecipazione ordinata alle sessioni.
Nel 2010, una funzionalità denominata Live fu temporaneamente reintrodotta in Skype, offrendo la possibilità di partecipare a audioconferenze pubbliche con utenti sconosciuti, riuniti in stanze tematiche simili ai precedenti Skypecast. Tuttavia, questa nuova implementazione non raggiunse la popolarità del servizio originale, anche a causa di limitazioni nella qualità audio e della mancanza di strumenti di moderazione efficaci.

## Controversie

### Architettura decentralizzata e impiego delle risorse utente
Nei primi anni di funzionamento, Skype adottava un’architettura completamente peer-to-peer, priva di server centrali. Questo approccio era considerato una garanzia per la privacy, poiché i dati venivano trasmessi direttamente tra client. Tuttavia, per sostenere la rete, una parte delle risorse dei dispositivi degli utenti (banda, memoria e CPU) veniva utilizzata anche in assenza di attività diretta, assegnando dinamicamente ad alcuni client il ruolo di supernodi. Questi nodi contribuivano alla gestione del traffico dell’intera rete, ma senza che l’utente avesse piena consapevolezza o possibilità di controllo. Questa struttura fu oggetto di critiche, in particolare per la mancanza di trasparenza nell’uso delle risorse personali e per l’impossibilità di verificare il funzionamento del protocollo, che era chiuso e proprietario. Ciò impediva il controllo indipendente sull’eventuale trattamento dei dati sensibili o sulla presenza di codice malevolo.

### Interoperabilità e concorrenza
Skype è stato spesso accusato di ostacolare la concorrenza nel settore VoIP, in quanto non supportava protocolli aperti come SIP, adottati invece da molti provider e software alternativi. La scelta di utilizzare un protocollo proprietario precludeva la possibilità di interoperabilità tra piattaforme, obbligando gli utenti a utilizzare esclusivamente il software ufficiale.

### Blocco in ambito aziendale
A causa dell'utilizzo delle risorse di sistema, del consumo di banda e del potenziale per la distrazione sul luogo di lavoro, alcune aziende decisero di vietare Skype nei propri ambienti informatici. In Francia, la società IS Decisions sviluppò un software chiamato SkypeKiller, concepito per disattivare automaticamente Skype all'interno delle reti aziendali. Il programma puntava a limitare l’uso improprio della chat e a ridurre l’impatto delle comunicazioni peer-to-peer sulla rete interna.

### Interruzione globale del 2007
Il 16 agosto 2007, Skype subì un crash globale a seguito di un aggiornamento simultaneo dei sistemi Windows, che causarono il riavvio automatico di milioni di computer. Il successivo accesso contemporaneo di un numero elevato di utenti sovraccaricò i server di autenticazione. Un malfunzionamento nel sistema di gestione delle connessioni impedì la stabilizzazione della rete, rendendo il servizio inutilizzabile per circa due giorni. Il ripristino avvenne gradualmente a partire dal 18 agosto.

### Transizione all’architettura centralizzata (2012)
Nel 2012 Microsoft introdusse un cambiamento radicale all’architettura di rete di Skype, sostituendo i supernodi distribuiti con una rete centralizzata di circa 10.000 supernodi Linux controllati direttamente. Questo nuovo modello consentiva a ciascun nodo di servire un numero di utenti significativamente maggiore (circa 4.100, rispetto agli 800 precedenti), migliorando la scalabilità del servizio.
Secondo alcuni esperti, come Kostya Kortchinsky, la centralizzazione avrebbe aumentato la sicurezza, poiché il traffico non transitava più da nodi casuali potenzialmente compromessi. Tuttavia, altri analisti sottolinearono il rischio di una maggiore sorveglianza delle comunicazioni, data la possibilità per Microsoft di accedere alle chiavi di cifratura e gestire direttamente il traffico. Microsoft respinse queste accuse, sostenendo che il cambiamento era stato implementato esclusivamente per migliorare prestazioni, stabilità e disponibilità.

### Il caso delReverse engineering
Nel giugno 2011, il ricercatore russo Efim Bushmanov annunciò sul proprio blog di aver ricreato, tramite un procedimento di reverse engineering, una versione funzionante di Skype (almeno nelle funzioni di base). L’obiettivo dichiarato era quello di svelare il funzionamento del protocollo alla comunità open source, rendendolo accessibile e interoperabile. L'iniziativa generò un immediato riscontro da parte di Skype e Microsoft, che considerarono la pubblicazione una violazione del copyright e minacciarono azioni legali per proteggere il codice sorgente e la proprietà intellettuale.

## Skype TX
Skype TX for broadcasters è stata la soluzione (apparecchiatura HW dedicata con installato Skype in versione specifica) utilizzata da studi professionali di emittenti TV. Permetteva di eseguire videochiamate di centinaia di partecipanti, integrandole nella trasmissione in diretta di un programma (ad esempio le interviste o i dibattiti).
Skype TX for Radio era la versione analoga per emittenti radiofoniche sviluppata da un partner Microsoft.